# Pallamano al XVIII Festival olimpico estivo della gioventù europea
Le competizioni di pallamano al XVIII Festival olimpico estivo della gioventù europea si sono svolte dal 21 al 26 luglio 2025 a Skopje, in Macedonia del Nord. 

## Podi

### Ragazzi
| Evento                     | Oro     | Argento  | Bronzo  |
| Torneo maschile (dettagli) | Islanda | Germania | Croazia |

### Ragazze
| Evento                      | Oro      | Argento  | Bronzo  |
| Torneo femminile (dettagli) | Germania | Svizzera | Islanda |

## Medagliere
Nazione ospitante 
| Posizione | Paese    | Oro | Argento | Bronzo | Totale |
| --------- | -------- | --- | ------- | ------ | ------ |
| 1         | Germania | 1   | 1       | 0      | 2      |
| 2         | Islanda  | 1   | 0       | 1      | 2      |
| 3         | Svizzera | 0   | 1       | 0      | 1      |
| 4         | Croazia  | 0   | 0       | 1      | 2      |
| Totale    | Totale   | 2   | 2       | 2      | 6      |